# Júlio Amador
Júlio Amador Mestre (...) è un allenatore di calcio ed ex calciatore portoghese, di ruolo attaccante.

## Carriera

### Calciatore
Dal 1960 al 1964 è in forza al Chaves.
Nel 1971 viene ingaggiato dai canadesi del Toronto Metros, nuova franchigia della North American Soccer League, con cui ottiene in campionato il terzo posto nella Northern Division.

### Allenatore
Nel mese di giugno 1979 guida temporaneamente il Belenenses, squadra della massima serie portoghese. Dopo un'esperienza con i cadetti dell'Olhanense, torna nel marzo al Belenenses, con cui conclude la stagione 1981-1982 retrocedendo tra i cadetti.
Negli anni seguenti ha numerose esperienze alla guida di squadre cadette e nella terza serie.